# Avoca (Irland)
Avoca (irisch Abhóca, früher: irisch Abhainn Mhór, deutsch: „der große Fluss“) ist ein Dorf im County Wicklow im Osten der Republik Irland. Die Einwohnerzahl Avoca wurde bei der Volkszählung 2022 mit 757 Personen ermittelt.

## Lage

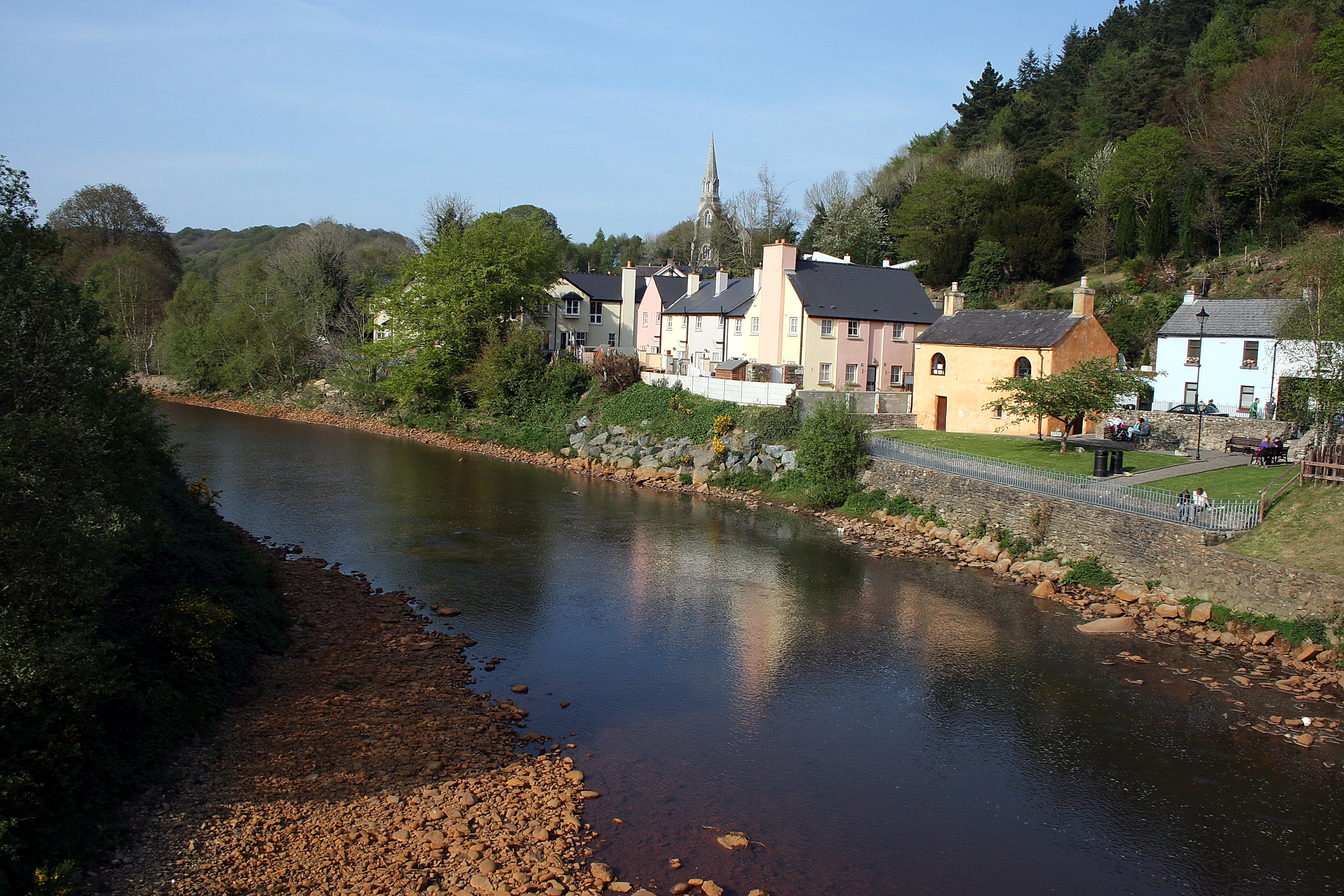
Das Dorf am Fluss Avoca

Avoca liegt etwa 20 Kilometer südsüdwestlich von Wicklow am River Avoca.
Durch den Ort verläuft die R752 von Woodenbridge nach Rathdrum und die R754 nach Barndarrig. 

## Geschichte
Die Ortschaft hieß früher Newbridge und später Ovoca.
Von 1720 bis 1982 wurde in den Minen Kupfer abgebaut.
1723 wurde hier das Unternehmen Avoca Handweavers mit einer Wollmühle am River Avoca gegründet, das seit 2015 zum Aramark-Konzern gehört.

## Sehenswürdigkeiten
- St. Mary’s und St. Patrick’s Church
- The Old Courthouse, heutige Touristeninformation

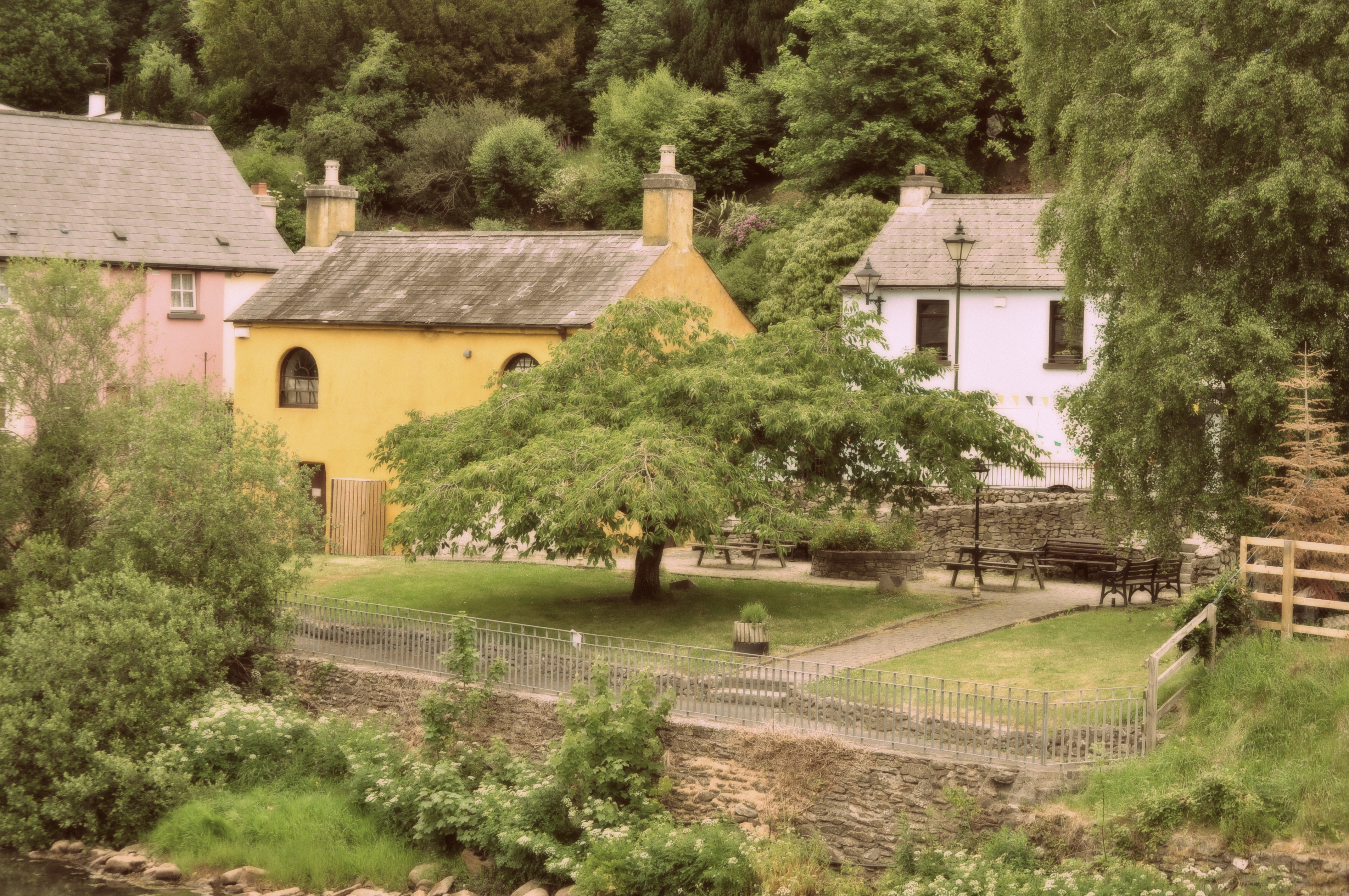
The Old Courthouse

## Persönlichkeiten
- Oliver Byrne (1810–1880), Mathematiker und Architekt

## Partnerschaft
Mit der britischen Bromham in Wiltshire, Vereinigtes Königreich von Großbritannien und Nordirland, besteht eine Partnerschaft.

## Trivia
Thomas Moore dichtete die Ballade Meeting of the Waters und nahm dabei Bezug auf das Tal des Flusses Avoca. 
Avoca war Filmkulisse für unterschiedliche Produktionen. So wurde hier 1967 Aufnahmen für den Film Tolldreiste Kerle in rasselnden Raketen und 2009 für den Film Zonad. 